# Cigudosa
Cigudosa – gmina w Hiszpanii, w prowincji Soria, w Kastylii i León, o powierzchni 21,03 km². W 2011 roku gmina liczyła 34 mieszkańców.